# Bulbophyllum uniflorum
Bulbophyllum uniflorum là một loài phong lan thuộc chi Bulbophyllum.